# Polyscias gracilis
Polyscias gracilis är en araliaväxtart som beskrevs av Wessel Marais. Polyscias gracilis ingår i släktet Polyscias och familjen Araliaceae. Inga underarter finns listade.